# Didymocarpus praeteritus
Didymocarpus praeteritus là một loài thực vật có hoa trong họ Tai voi. Loài này được B.L.Burtt & R.A.Davidson mô tả khoa học đầu tiên năm 1954.